# جون فنسنت (مؤرخ)
جون فنسنت (بالإنجليزية: John Vincent)‏ هو مؤرخ بريطاني، ولد في 20 ديسمبر 1937.